# Одредбе правде
Одредбе правде (италијански: Ordinamenti di giustizia) за устав Фиренце у периоду од 1293. до 1295. године. 

## Историја
До средине 13. века власт у Фиренци успоставили су патрицијати: гранди и магнати. Они су живели у градовима, по утврђеним кућама с кулама. У 13. веку старији еснафи (тзв. "угојени народ") водили су борбу са магнатима за власт. Притом су се користили сукобима гвелфа и гибелина стајући на страну гвелфа. Године 1293. власт магната била је коначно срушена. Уведен је устав, тзв. "Одредбе правде" (Ordinamenti di giustizia). У складу са Одредбама, само су чланови еснафа уживали политичка права. Маса која није улазила у еснафе лишена је свих политичких права. Врховни управни орган била је сињорија - веће од 9 чланова. Седам од девет чланова бирано је из редова старијих еснафа. Чување новог поретка било је поверено гонфалонијеру (заставнику) правде. Војску су чинили грађани. Нови устав донео је корист само "угојенима". Већ после годину дана почели су немири међу млађим еснафима и градском сиротињом. Тиме су се окористили магнати да обнове борбу са старијим еснафима. Угојени су морали чинити уступке магнатима, али су оштро гушили покрете народних маса. 